# Gino Claudio Segrè
Gino Claudio Segrè (4 de octubre de 1938) es un científico, profesor y escritor italoestadounidense. Es profesor emérito de física en la Universidad de Pensilvania y autor de varios libros sobre la historia de la ciencia, especialmente sobre física atómica. Su obra literaria Fausto en Copenhague fue finalista en la Feria del Libro de Los Ángeles Times y ganador del Premio de Escritura Científica del Instituto Estadounidense de Física.

## Biografía
Gino Segrè nació en Florencia, Italia, de padre judío italiano (Angelo Segrè) y madre católica alemana (Katherine 'Katia' Schall Segrè). Emigró con su familia a Nueva York en mayo de 1939, donde residió durante ocho años antes de regresar a Florencia.
Desde 2002, ha publicado cuatro libros sobre la historia de la ciencia. A Matter of Degrees: What Temperature Reveals about the Past and Future of our Species, Planet and Universe, publicado ese mismo año, explora los numerosos misterios de la temperatura, desde las causas de la fiebre en los seres humanos hasta el origen del universo. Marcia Bartusiak reseñó Matter of Degrees en The New York Times.
Fausto en Copenhague, su obra de 2007, relata cómo un grupo de cuarenta físicos se reunió en el Instituto de Copenhague de Niels Bohr para centrarse en el descubrimiento del neutrón. En la última noche del encuentro, los físicos más jóvenes realizaron una representación que era una parodia de Fausto de Goethe, adaptada al mundo de la física. Según la descripción de Segre, "lo que los físicos no sabían era que, en el plazo de un año, el ascenso de Hitler al poder cambiaría su mundo y que, en el plazo de una década, sus estudios sobre el núcleo atómico les obligarían a hacer sus propios pactos fáusticos". Fausto en Copenhague fue reseñado en la sección de libros del New York Times por George Johnson.
Su libro de 2011 Ordinary Geniuses es una doble biografía de Max Delbruck y George Gamow, dos físicos que hicieron importantes contribuciones al campo de la biología. Ordinary Geniuses fue reseñado por Jeremy Bernstein en The Wall Street Journal y por Jonathon Keats en New Scientist.
The Pope of Physics: Enrico Fermi and the Birth of the Atomic Age se publicó en 2016. Escrito con su esposa Bettina Hoerlin, explora la vida y la carrera del famoso físico italiano Enrico Fermi, y fue reseñado por The Wall Street Journal y Nature.

## Vida personal
Segrè se casó con Bettina Hoerlin, antigua comisaria de Sanidad de Filadelfia. Hoerlin relató el encuentro y la salida de sus padres de la Alemania nazi en su libro Steps of Courage. Juntos tuvieron siete hijos (entre ellos las científicas Julie Segre y Kristine Yaffe).